# Élections européennes de 2024 en Belgique
Pour un article plus général, voir Élections européennes de 2024.
Les élections européennes de 2024 en Belgique sont les élections des députés représentant la Belgique durant la dixième législature du Parlement européen, elles ont lieu le 9 juin 2024.

## Contexte
Les élections européennes de 2024 se déroulent du 6 juin 2024 au 9 juin 2024 dans tous les États membres de l'Union européenne, dont la Belgique où elles ont lieu le 9 juin 2024. Le scrutin se déroule simultanément aux élections fédérales et régionales belges.
Le 1er juin 2022, l'âge requis pour obtenir le droit de vote aux élections européennes en Belgique est abaissé de 18 ans à 16 ans. Le 21 mars 2024, la Cour constitutionnelle confirme par un arrêt que l'obligation de vote s'applique également aux mineurs de 16 ans et plus.

### Contexte politique
Au niveau européen, Ursula Von Der Leyen a présidé la Commission européenne pendant 5 ans. Son mandat a été marqué par la pandémie de Covid-19, qui a été suivi par l'achat en commun de vaccin et la mise en place d'un plan de relance européen commun. Il a aussi été marqué par l'invasion russe de l'Ukraine, qui a eu pour conséquence dans l'Union européenne une montée des prix de l'énergie, un retour de l'inflation et une volonté de renforcer les moyens de défense de l'Europe. L'Ukraine s'est vu octroyer le statut de pays candidat à l'Union européenne.
Alors que les élections européennes de 2019 avaient été précédées par le mouvement des jeunes pour le climat et avaient vues un bon score des formations écologistes, le mandat d'Ursula Von der Leyen a aussi été marqué par la mise en place du Pacte Vert (Green Deal), porté par le Vice-président de la Commission européenne Frans Timmermans. Ce pacte vert a été fortement critiqué à partir de 2023, notamment par les syndicats agricoles.
Au niveau belge, les élections européennes se déroulent simultanément aux élections fédérales et régionales, après près de quatre ans au pouvoir au niveau fédéral d'une large coalition électorale dite « Vivaldi » rassemblant sept partis venant des quatre grandes familles politiques du pays : les socialistes avec le PS et Vooruit, les libéraux avec l'Open VLD et le MR, les écologistes avec Ecolo et Groen, et les chrétiens démocrates (côté flamand uniquement) avec le CD&V. Les sondages semblent indiquer une montée des partis n'étant pas présent au gouvernement fédéral, notamment le PTB, le Vlaams Belang et la NVA.

## Mode de scrutin
Les électeurs inscrits en Belgique sont représentés par 22 députés, élus dans trois circonscriptions par un scrutin proportionnel plurinominal (méthode D'Hondt sans seuil électoral) :
- 13 élus par le Collège néerlandophone ;
- 8 élus par le Collège francophone ;
- 1 élu par le Collège germanophone, qui est donc de facto élu à la suite d'un scrutin uninominal majoritaire à un tour.

Sont électeurs et éligibles tous les citoyens européens inscrits sur les listes électorales en Belgique.
En Belgique, le vote est obligatoire, ce qui se traduit par un taux d'abstention plus faible que dans la plupart des autres États membres.

## Campagne

### Candidats

#### Collège néerlandophone (13 sièges)
| Parti politique | Parti politique | Positionnement et idéologie                                      | Chef de file         | Affiliation européenne | Groupe au Parlement | Députés sortants |
| --------------- | --------------- | ---------------------------------------------------------------- | -------------------- | ---------------------- | ------------------- | ---------------- |
|                 | N-VA            | Centre droit, Droite Nationalisme flamand, Libéral-conservatisme | Johan Van Overtveldt | ALE                    | CRE                 | 3 / 12           |
|                 | Vlaams Belang   | Extrême droite Nationalisme flamand, National-conservatisme      | Tom Vandendriessche  | PID                    | ID                  | 3 / 12           |
|                 | Open vld        | Centre droit Libéralisme, Libéralisme social                     | Hilde Vautmans       | ALDE                   | Renew               | 2 / 12           |
|                 | CD&V            | Centre droit Démocratie chrétienne                               | Wouter Beke          | PPE                    | PPE                 | 2 / 12           |
|                 | Groen           | Centre gauche, Gauche Écologie politique                         | Sara Matthieu        | PVE                    | Verts-ALE           | 1 / 12           |
|                 | Vooruit         | Centre gauche, Gauche Social-démocratie, Progressisme            | Bruno Tobback        | PSE                    | S&D                 | 1 / 12           |
|                 | PVDA            | Gauche radicale, Extrême gauche Antilibéralisme, Socialisme      | Rudi Kennes          |                        | GUE/NGL             | 0 / 12           |
|                 | Volt Europa     | Centre gauche, Centre Social-libéralisme, Fédéralisme européen   | Sophie in 't Veld    | Volt                   | Verts-ALE Renew     | 0 / 12           |
|                 | Voor U (nl)     | Centre droit Libéralisme                                         | Marta Barandiy       |                        |                     | 0 / 12           |

#### Collège francophone (8 sièges)
| Parti politique | Parti politique        | Positionnement et idéologie                                 | Chef de file       | Affiliation européenne | Groupe au Parlement | Députés sortants |
| --------------- | ---------------------- | ----------------------------------------------------------- | ------------------ | ---------------------- | ------------------- | ---------------- |
|                 | PS                     | Centre gauche, Gauche Social-démocratie, Progressisme       | Elio Di Rupo       | PSE                    | S&D                 | 2 / 8            |
|                 | Ecolo                  | Gauche Écologie politique                                   | Saskia Bricmont    | PVE                    | Verts-ALE           | 2 / 8            |
|                 | MR                     | Centre droit, Droite Libéralisme, Social-libéralisme        | Sophie Wilmès      | ALDE                   | Renew               | 2 / 8            |
|                 | PTB                    | Gauche radicale, Extrême gauche Antilibéralisme, Socialisme | Marc Botenga       |                        | GUE/NGL             | 1 / 8            |
|                 | Les Engagés            | Centre droit Social-libéralisme, Démocratie chrétienne      | Yvan Verougstraete | PPE                    | PPE                 | 1 / 8            |
|                 | DéFI                   | Centre Social-libéralisme, Laïcité                          | Fabrice Van Dorpe  |                        |                     | 0 / 8            |
|                 | Gauche anticapitaliste | Extrême gauche Anticapitalisme, Écosocialisme               | Denis Verstraeten  |                        |                     | 0 / 8            |

#### Collège germanophone (1 siège)
| Parti politique | Parti politique | Positionnement et idéologie                      | Chef de file    | Affiliation européenne | Groupe au Parlement | Députés sortants |
| --------------- | --------------- | ------------------------------------------------ | --------------- | ---------------------- | ------------------- | ---------------- |
|                 | CSP             | Centre droit Démocratie chrétienne               | Pascal Arimont  | PPE                    | PPE                 | 1 / 1            |
|                 | Ecolo           | Centre gauche Écologie politique                 | Shqiprim Thaqi  | PVE                    | Verts-ALE           | 0 / 1            |
|                 | ProDG           | Centre droit Démocratie chrétienne, régionalisme | Liesa Scholzen  | UFCE                   |                     | 0 / 1            |
|                 | PFF             | Centre Libéralisme, social-libéralisme           | Sacha Brandt    | ALDE                   |                     | 0 / 1            |
|                 | SP              | Gauche Social-démocratie, progressisme           | Charles Servaty | PSE                    |                     | 0 / 1            |
|                 | Vivant          | Droite Libéralisme                               | Alain Mertes    | ALDE                   |                     | 0 / 1            |

## Systèmes d'aide au vote
Plusieurs systèmes d'aide au vote ont été développés pour aider les électeurs à choisir leur candidat.
Le test électoral réalisé par 9 grands médias belges en partenariat avec 2 universités contient un volet européen. Celui-ci comporte 25 questions qui ont été soumises aux 6 grands partis francophones. Les réponses des partis sont d'abord affichées sans indiquer de qui elles proviennent afin de ne pas influencer les réponses des utilisateurs. Ces derniers peuvent donner un poids plus important aux questions de leurs choix. Le résultat est présenté via un pourcentage de concordance avec chaque parti.
Le site web VoteTracker.eu permet de visualiser les votes des députés sortants sur 18 textes et de trouver ceux qui correspondent le mieux à ses convictions. Le site web permet aux députés de fournir des explications sur leurs votes. Il est disponible en français, anglais et néerlandais.
L'application Adeno permet de découvrir la tête de liste qui correspond le plus à ses convictions grâce à cent questions (vingt dans le mode facile) portant sur dix thèmes différents. L'application propose un mode multijoueur et a été traduite dans les vingt-quatre langues européennes.

## Résultats

### Résultats nationaux
|                          |                                                          |           |       |      |        |               |           |  |  |  |  |  |  |  |
| Parti ou coalition       | Parti ou coalition                                       | Voix      | %     | +/-  | Sièges | +/-           | Groupe    |  |  |  |  |  |  |  |
|                          | Vlaams Belang (VB)                                       | 1 034 112 | 14,50 | 2,45 | 3      | en stagnation | PfE       |  |  |  |  |  |  |  |
|                          | Nieuw-Vlaamse Alliantie (N-VA)                           | 995 868   | 13,96 | 0,21 | 3      | en stagnation | CRE       |  |  |  |  |  |  |  |
|                          | Mouvement réformateur (MR-PFF)                           | 906 304   | 12,70 | 5,64 | 3      | 1             | RE        |  |  |  |  |  |  |  |
|                          | Parti du travail de Belgique (PTB-PVDA)                  | 763 340   | 10,70 | 2,28 | 2      | 1             | GUE/NGL   |  |  |  |  |  |  |  |
|                          | Christen-Democratisch en Vlaams (CD&V)                   | 594 968   | 8,34  | 0,83 | 2      | en stagnation | PPE       |  |  |  |  |  |  |  |
|                          | Vooruit                                                  | 570 067   | 7,99  | 1,54 | 2      | 1             | S&D       |  |  |  |  |  |  |  |
|                          | Parti socialiste (PS-SP)                                 | 534 828   | 7,50  | 2,20 | 2      | en stagnation | S&D       |  |  |  |  |  |  |  |
|                          | Groen                                                    | 450 781   | 6,32  | 1,49 | 1      | en stagnation | Verts/ALE |  |  |  |  |  |  |  |
|                          | Open Vlaamse Liberalen en Democraten (Open VLD Renew EU) | 410 743   | 5,76  | 4,31 | 1      | 1             | RE        |  |  |  |  |  |  |  |
|                          | Les Engagés (LE-CSP)                                     | 383 837   | 5,38  | 1,93 | 2      | en stagnation | RE/PPE    |  |  |  |  |  |  |  |
|                          | Ecolo                                                    | 264 564   | 3,71  | 3,60 | 1      | 1             | Verts/ALE |  |  |  |  |  |  |  |
|                          | Démocrate fédéraliste indépendant (DéFI)                 | 75 243    | 1,05  | 1,09 | 0      | en stagnation |           |  |  |  |  |  |  |  |
|                          | Anticapitalistes                                         | 50 758    | 0,71  | 0,71 | 0      | en stagnation |           |  |  |  |  |  |  |  |
|                          | Voor U (nl)                                              | 47 243    | 0,66  | 0,66 | 0      | en stagnation |           |  |  |  |  |  |  |  |
|                          | Volt Europa                                              | 38 713    | 0,54  | 0,24 | 0      | en stagnation | Verts-ALE |  |  |  |  |  |  |  |
|                          | Pro Deutschsprachige Gemeinschaft (ProDG)                | 7 134     | 0,10  | 0,02 | 0      | en stagnation | UFCE      |  |  |  |  |  |  |  |
|                          | Vivant                                                   | 5 281     | 0,07  | 0,01 | 0      | en stagnation | ALDE      |  |  |  |  |  |  |  |
|                          |                                                          |           |       |      |        |               |           |  |  |  |  |  |  |  |
| Votes valides            | Votes valides                                            | 7 133 784 | 93,87 |      |        |               |           |  |  |  |  |  |  |  |
| Votes blancs et nuls     | Votes blancs et nuls                                     | 465 974   | 6,13  |      |        |               |           |  |  |  |  |  |  |  |
| Total                    | Total                                                    | 7 599 758 | 100   | –    | 22     | 1             | –         |  |  |  |  |  |  |  |
| Abstentions              | Abstentions                                              | 861 680   | 10,18 |      |        |               |           |  |  |  |  |  |  |  |
| Inscrits / Participation | Inscrits / Participation                                 | 8 461 438 | 89,82 |      |        |               |           |  |  |  |  |  |  |  |

### Résultats par collège

#### Néerlandophone
| Parti ou coalition       | Parti ou coalition                                       | Voix      | %     | +/-  | Sièges | +/-           | Groupe    |
| ------------------------ | -------------------------------------------------------- | --------- | ----- | ---- | ------ | ------------- | --------- |
|                          | Vlaams Belang (VB)                                       | 1 034 112 | 22,94 | 3,86 | 3      | en stagnation | PfE       |
|                          | Nieuw-Vlaamse Alliantie (N-VA)                           | 995 868   | 22,09 | 0,35 | 3      | en stagnation | CRE       |
|                          | Christen-Democratisch en Vlaams (CD&V)                   | 594 968   | 13,20 | 1,33 | 2      | en stagnation | PPE       |
|                          | Vooruit                                                  | 570 067   | 12,64 | 2,44 | 2      | 1             | S&D       |
|                          | Groen                                                    | 450 781   | 10,00 | 2,37 | 1      | en stagnation | Verts/ALE |
|                          | Open Vlaamse Liberalen en Democraten (Open VLD Renew EU) | 410 743   | 9,11  | 6,84 | 1      | 1             | RE        |
|                          | Partij van de Arbeid (PVDA)                              | 366 285   | 8,12  | 3,18 | 1      | 1             | GUE/NGL   |
|                          | Voor U (nl)                                              | 47 243    | 1,05  | Nv.  | 0      | en stagnation |           |
|                          | Volt Europa                                              | 38 713    | 0,86  | 0,38 | 0      | en stagnation | Verts/ALE |
|                          |                                                          |           |       |      |        |               |           |
| Votes valides            | Votes valides                                            | 4 508 780 |       |      |        |               |           |
| Votes blancs et nuls     |                                                          |           |       |      |        |               |           |
| Total                    | Total                                                    |           | 100   | -    | 13     | 1             | -         |
| Abstentions              |                                                          |           |       |      |        |               |           |
| Inscrits / Participation |                                                          |           |       |      |        |               |           |

#### Francophone
| Parti ou coalition       | Parti ou coalition                       | Voix      | %     | +/-   | Sièges | +/-           | Groupe    |
| ------------------------ | ---------------------------------------- | --------- | ----- | ----- | ------ | ------------- | --------- |
|                          | Mouvement réformateur (MR)               | 900 417   | 34,88 | 15,59 | 3      | 1             | RE        |
|                          | Parti socialiste (PS)                    | 529 697   | 20,52 | 6,17  | 2      | en stagnation | S&D       |
|                          | Parti du travail de Belgique (PTB)       | 397 055   | 15,38 | 0,79  | 1      | en stagnation | GUE/NGL   |
|                          | Les Engagés (LE)                         | 368 668   | 14,28 | 5,34  | 1      | en stagnation | RE        |
|                          | Ecolo                                    | 259 745   | 10,06 | 9,84  | 1      | 1             | Verts/ALE |
|                          | Démocrate fédéraliste indépendant (DéFI) | 75 243    | 2,91  | 3,01  | 0      | en stagnation |           |
|                          | Anticapitalistes                         | 50 758    | 1,97  | Nv.   | 0      | en stagnation |           |
|                          |                                          |           |       |       |        |               |           |
| Votes valides            | Votes valides                            | 2 581 579 |       |       |        |               |           |
| Votes blancs et nuls     |                                          |           |       |       |        |               |           |
| Total                    | Total                                    |           | 100   | -     | 8      | en stagnation | -         |
| Abstentions              |                                          |           |       |       |        |               |           |
| Inscrits / Participation |                                          |           |       |       |        |               |           |

#### Germanophone
| Parti ou coalition       | Parti ou coalition                        | Voix   | %     | +/-  | Sièges | +/-           | Groupe |
| ------------------------ | ----------------------------------------- | ------ | ----- | ---- | ------ | ------------- | ------ |
|                          | Christlich Soziale Partei (CSP)           | 15 169 | 34,93 | 0,01 | 1      | en stagnation | PPE    |
|                          | Pro Deutsche Gemeinschaft (ProDG)         | 7 134  | 16,43 | 3,28 | 0      | en stagnation |        |
|                          | Partei für Freiheit und Fortschritt (PFF) | 5 891  | 13,57 | 2,08 | 0      | en stagnation |        |
|                          | Vivant                                    | 5 281  | 12,16 | 1,00 | 0      | en stagnation |        |
|                          | Sozialistische Partei (SP)                | 5 131  | 11,82 | 0,40 | 0      | en stagnation |        |
|                          | Ecolo                                     | 4 819  | 11,10 | 5,27 | 0      | en stagnation |        |
|                          |                                           |        |       |      |        |               |        |
| Votes valides            | Votes valides                             | 43 425 | 93,61 |      |        |               |        |
| Votes blancs et nuls     | Votes blancs et nuls                      | 2 963  | 6,39  |      |        |               |        |
| Total                    | Total                                     | 46 388 | 100   | -    | 1      | en stagnation | -      |
| Abstentions              | Abstentions                               | 6 964  | 13,05 |      |        |               |        |
| Inscrits / Participation | Inscrits / Participation                  | 53 352 | 86,95 |      |        |               |        |

### Résultats par groupe au Parlement Européen
| Groupe                                       | Voix  | Voix | Sièges | Sièges        |
| Groupe                                       | %     | +/-  | Nombre | +/-           |
| -------------------------------------------- | ----- | ---- | ------ | ------------- |
| Renew Europe (RE)                            | 23,84 | 6,71 | 5 / 22 | 1             |
| Socialistes et Démocrates (S&D)              | 15,49 | 3,08 | 4 / 22 | 1             |
| Identité et démocratie (ID)                  | 14,5  | 2,45 | 3 / 22 | en stagnation |
| Conservateurs et réformistes européens (CRE) | 13,96 | 0,21 | 3 / 22 | en stagnation |
| Parti populaire européen (PPE)               | 13,72 | 1,1  | 3 / 22 | 1             |
| Gauche au Parlement européen (GUE/NGL)       | 10,7  | 2,28 | 2 / 22 | 1             |
| Verts/Alliance libre européenne (Verts/ALE)  | 10,03 | 5,09 | 2 / 22 | 2             |

Il est à noter que Les Engagés (ex CDH) rejoignent Renew Europe. Jusqu'alors, ils avaient toujours siégé avec leur parti frère le CD&V, au sein du PPE